# 高琳 (北朝)
高琳（497年—572年），表字季珉，一字秀珉，北魏、西魏、北周官员。

## 生平
高琳的祖先是高句丽人，六世祖高钦曾作为人质留在前燕慕容廆那里，于是就在前燕为官。五世祖高宗率领部众归附北魏，出任第一领民酋长，获赐姓羽真氏。高琳的祖父高明和父亲高迁在北魏为官，都是位尊而有声望。高琳的母亲曾经到泗水岸边祭神，看见一块漂亮的石头，光彩朗润，就带着回家。当夜高琳的母亲梦见一人，衣着打扮如同仙人，对她：“夫人白天拿回的石头，是浮磬之精。如果能珍重保存，必生贵子。”高琳的母亲惊醒，浑身流汗，不久便怀孕。后生下一子，因而取名高琳，字季珉，高琳长大后，气量大，有才智谋略。 
北魏正光初年，高琳以卫府都督为起家官，跟随元天穆讨伐邢杲，击败南梁将军陈庆之，因功转任统军。高琳又跟随尔朱天光击败万俟丑奴，评定功劳最大。出任宁朔将军、奉车都尉。普泰二年（532年），高琳随尔朱天光在韩陵之战中战败，因而留在洛阳。
永熙三年（534年），魏孝武帝西迁关中，高琳跟随入关。到达溱河后，西迁的队伍被高欢追击，高琳抵抗有战功，封钜野县子，食邑三百户。大统初年，高琳进爵为侯，增加食邑四百户，转任龙骧将军。不久，高琳出任直阁将军、升任平西将军，加通直散骑常侍。大统三年(（537年），高琳跟随宇文泰在沙苑之战击败高欢，升任安西将军，进爵为公，增加食邑八百户，屡次升任卫将军、银青光禄大夫、右光禄大夫。大统四年（538年），高琳跟随擒拿莫多娄贷文，又参与河桥之战。高琳前行开路奋勇出击，勇冠诸军。宇文泰大加赞赏，对高琳说：“您就是我的韩信、白起啊。”高琳出任太子左庶子，不久，又以本官镇守玉璧城。大统九年（543年），高琳又跟随宇文泰参与邙山之战，出任正平郡太守，加大都督，增加食邑三百户。东魏将领东方老前来侵犯，高琳率众抵御。东方老仗着自己勇敢健壮，一直向前逼近高琳，短兵相接，高琳攻击东方老，东方老身中几处创伤而退，对他左右的人说:“我经历的战阵很多，没有见过如此强健的人。”后来东方老久秘密派人劝说高琳东归东魏，高琳将使者斩首后上奏，升任使持节、车骑大将军、仪同三司、散骑常侍。高琳又出任鄜州刺史，加骠骑大将军、开府仪同三司、侍中。
周孝闵帝登基，高琳晋爵为犍为郡公，食邑一千户。武成元年（559年），高琳跟从贺兰祥征讨吐谷浑，以功勋另外封一个儿子为许昌县公，食邑一千户，出任延州刺史。当时延州稽胡郝阿保、郝狼皮率领族人归顺北齐，郝阿保自称丞相，郝狼皮自称柱国，都与部族的分支刘桑德互相呼应，高琳跟随柱国豆卢宁讨伐，将他们击败。武成二年（560年），文州氐族酋长反叛，周武帝诏令高琳率领士兵将他们讨伐平定。高琳班师回京后，周武帝设宴会招待群公卿士，并命令他们赋诗言志。高琳诗的末章说："寄言宣車骑，为谢霍将军，何以报天子？沙漠静妖氛。"周武帝非常高兴的说:“獯獫横行，不按时来边界归顺，你说的话如果应验，是国家的福气。”
保定初年，高琳出任梁州总管、十州诸军事。天和二年（567年），高琳改任丹州刺史。天和三年（568年），高琳升任江陵副总管。当时南陈将军吴明彻来入侵，总管田弘和梁明帝出保纪南城，只有高琳和西梁仆射王操固守江陵三城以抵抗南陈。高琳日夜抵抗，一共抵抗了十旬，吴明彻退走。梁明帝向周武帝上表高琳的战斗情况，周武帝于是下诏优待请高琳入朝，亲自加以慰问。高琳升任大将军、仍然作为卫国公宇文直的副手镇守襄州。天和六年五月丙寅（571年6月27日），高琳进位柱国。建德元年（572年），高琳去世，虚岁七十六，朝廷赠予原本的官职，加冀定齐沧等五州诸军事、冀州刺史，谥号襄。

## 墓地
2020年6月至2021年11月间，陕西省考古研究院在咸阳市渭城区底张街道和北杜街道发掘了高琳的墓地。

## 家庭

### 祖父
- 高明，北魏青州刺史[24]

### 父亲
- 高迁，北魏太仆卿、兖定二州刺史[24]

### 兄弟姐妹
- 高氏，嫁西魏使持节、散骑常侍、车骑大将军、仪同三司、东夏州刺史、长广良公宇文显和[24]

### 子女
- 高儒，北周仪同大将军、犍为郡公[25]

## 延伸阅读
[在维基数据编辑]
 《周書·卷29》，出自令狐德棻《周書》
 《北史·卷066》，出自李延壽《北史》